# Nespeš
 Nespeš  falu Horvátországban Zágráb megyében. Közigazgatásilag Szentivánzelinához tartozik.

## Fekvése
Zágrábtól 23 km-re, községközpontjától  4 km-re délnyugatra fekszik.

## Története
A település első írásos említése még birtokként 1295-ben történt. A 16. században mint elpusztult birtok szerepel, lakott településként csak a 18. században tűnik fel. 
1857-ben 258, 1910-ben 521 lakosa volt. Trianonig Zágráb vármegye Szentivánzelinai járásához tartozott. 2001-ben 404 lakosa volt. Nespeš főként nagy kiterjedésű szőlőskertjeiről és borászatáról híres, jellegzetes fajtái a chardonnay, a zöld szilváni, a rizlingszilváni, a tramini és a sauvignon.

## Lakosság
| Lakosság változása | Lakosság változása | Lakosság változása | Lakosság változása | Lakosság változása | Lakosság változása | Lakosság változása | Lakosság változása | Lakosság változása | Lakosság változása | Lakosság változása | Lakosság változása | Lakosság változása | Lakosság változása | Lakosság változása |
| ------------------ | ------------------ | ------------------ | ------------------ | ------------------ | ------------------ | ------------------ | ------------------ | ------------------ | ------------------ | ------------------ | ------------------ | ------------------ | ------------------ | ------------------ |
| 1857               | 1869               | 1880               | 1890               | 1900               | 1910               | 1921               | 1931               | 1948               | 1953               | 1961               | 1971               | 1981               | 1991               | 2001               |
| 258                | 313                | 346                | 391                | 452                | 521                | 524                | 577                | 552                | 522                | 481                | 369                | 324                | 364                | 404                |

## Nevezetességei
A szőlőskertek között álló emeletes Schwarz-kúria klasszicista épület, szép mennyezetképeiről nevezetes. A 18. század végén vagy a 19. század elején épült késő barokk-klasszicista formákban. Egyemeletes épület, téglalap alaprajzzal, kontytetővel borítva. Külseje a későbbi beavatkozásokkal részben elvesztette eredeti megjelenését. A szobák belső elrendezése egyszerű és funkcionális. A földszinten boltíves a boltozat, az első emeleti szobákat geometriai motívumokkal festett fagerendák fedik. A félig földbe süllyesztett pince cseh- dongaboltozattal van építve. A kúria körüli növényzetből több értékes fa maradt meg. Az épület a zelinai régió egyik legértékesebb kúriája.